# Dvärgskog

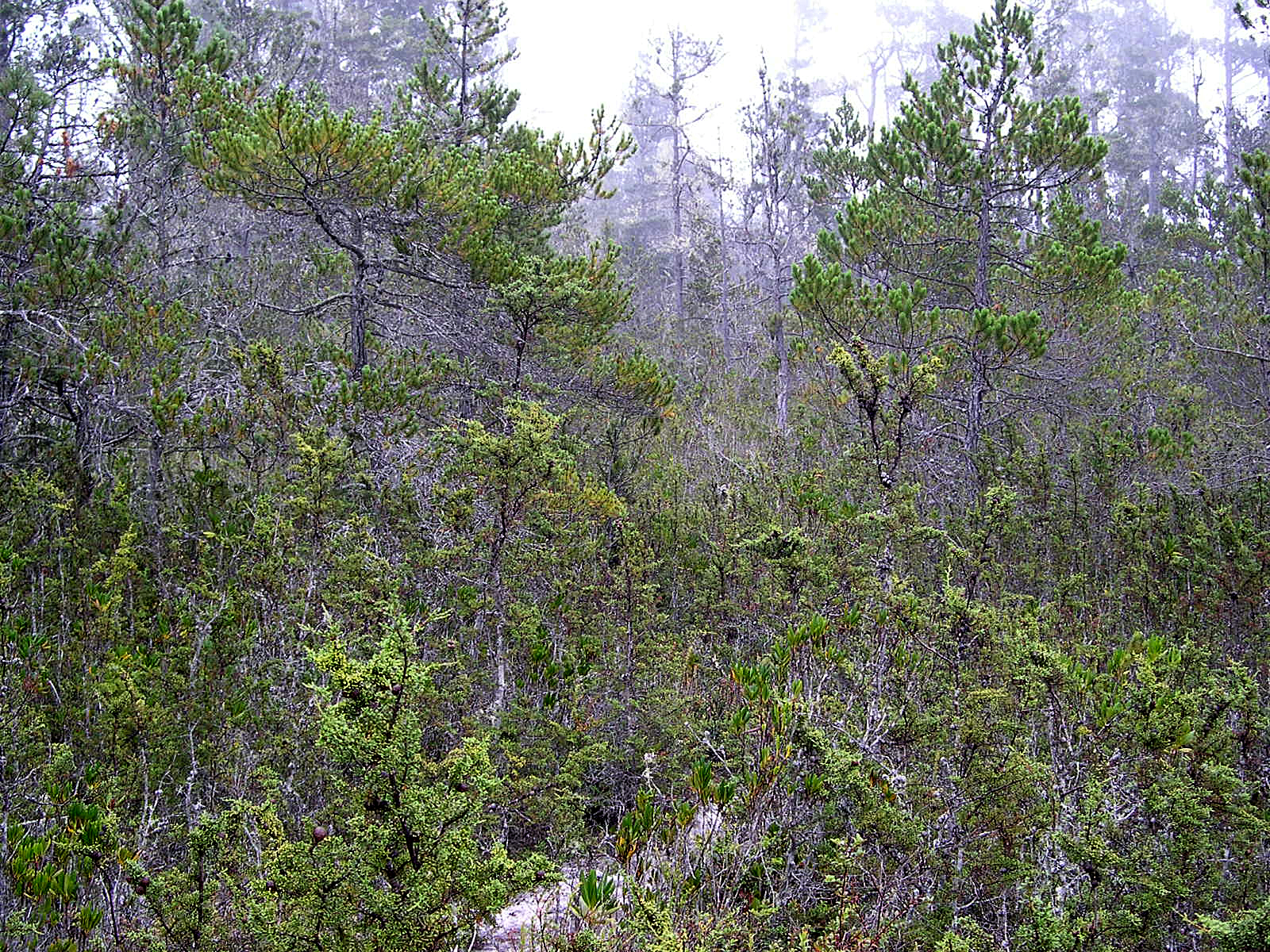
Mendocinodvärgskog med Pinus contorta var. bolanderi, i Van Damme State Park i Kalifornien.

Dvärgskog eller dvärgväxt skog är en skogsbiotop där träden naturligt av pedologiska och geologiska orsaker är dvärgväxta. Det kan bland annat uppstå i torra kustområden som i Kalifornien, i mycket fuktiga tropiska molnskogar på hög höjd, på alvarmark, eller vid trädgränsen på fjäll.